# Mongo (département)
Le Mongo est un département du Gabon, dans la province de la Nyanga. Son chef-lieu est la ville de Moulengui-Binza.